# Ymer Pampuri
Ymer Pampuri (n. 20 aprilie 1944, Tirana, Albania – d. 18 ianuarie 2017, Tirana, Albania) a fost un halterofil albanez care la Jocurile Olimpice de vară din 1972 a devenit primul albanez care a doborât un record olimpic, primul albanez care a devenit campion mondial și ultimul campion mondial la stilul „împins”, deoarece acesta a fost scos din competiții la nivel internațional după 1972 din cauza tehnicii defectuoase, care îi predispunea pe halterofili la accidentări.

## Viața și cariera
Pampuri s-a născut în Tirana. La vârsta de șapte ani a fost cooptat de Circul Tirana ca acrobat. Aici a fost descoperit de Telat Agolli, care l-a îndrumat spre haltere și care a fost și primul său antrenor. A devenit campion național în 1964, la doar douăzeci de ani, ridicând 120 de kilograme.
În 1972 a fost inclus în echipa Albaniei care a participat la Campionatul European de Haltere, competiție care s-a desfășurat în România. El a ridicat 125 kg, aceeași greutate ca și sportivul care s-a situat pe primul loc, clasându-se pe locul al doilea din cauza greutății sale corporale mai mari. În același an a participat la Jocurile Olimpice de vară din 1972. În 1972 Pampuri și antrenorul său, Zydi Mazreku, au declarat înainte de plecarea din țară că își doresc să câștige o medalie de la Jocurile Olimpice de la München, lucru întâmpinat cu neîncredere de oficialii federației albaneze de profil, aceștia trimițându-l chiar la neurologul Bajram Preza, care l-a declarat perfect sănătos. La vârsta de 27 de ani, pe 29 august 1972, halterofilul de la clubul 17 Nentori a depășit recordul olimpic stabilit de Yoshinobu Miyake cu 127,5 kg, devenind campion mondial la această disciplină.
S-a retras din activitatea sportivă în 1981, continuându-și cariera la Circul din Tirana până în 1994, iar în 2006 a participat în cadrul unui concurs de haltere pentru seniori, care a avut în Franța.  A fost decorat cu cel mai înaltă distincție a Republicii Albaneze, Naim Frasheri.

## Legături externe
- Articol despre Ymer Pampuri Arhivat în 27 aprilie 2009, la Wayback Machine.
- Necrologul lui Ymer Pampuri
- en Ymer Pampuri la Olympedia.org